# Esencijalna aminokiselina
Esencijalna aminokiselina je aminokiselina koja se ne može  sintetisati u organizmu (obično se misli na ljudski organizam), i stoga se mora uneti putem hrane.

## Esencijalnost kod ljudi
| Esencijalna     | Noesencijalna |
| --------------- | ------------- |
| Izoleucin       | Alanin        |
| Leucin          | Arginin*      |
| Lizin           | Aspartat      |
| Metionin        | Cistein*      |
| Fenilalanin     | Glutamat      |
| Treonin         | Glutamin*     |
| Triptofan       | Glicin*       |
| Valin           | Prolin*       |
| Histidin        | Serin*        |
| Tirozin*        | Asparagin*    |
| Selenocistein** | Pirolizin**   |

(*) Esencijalna samo u određenim slučajevima.
(**) Neklasifikovana.
Aminokiseline koje se smatraju esencijalnim za ljude su fenilalanin, valin, treonin, triptofan, izoleucin, metionin, leucin, lizin, i histidin. Dodatno, cistein (ili aminokiseline koje sadrže sumpor), tirozin (ili aromatične aminokiseline), i arginin su neophodne za bebe i decu. Aminokiseline arginin, cistein, glicin, glutamin, histidin, prolin, serin i tirozin su uslovno esencijalne. One normalno nisu neophodne u hrani, ali moraju da budu dostupne delu populacije koji ne sintetiše dovoljne količine ovih kiselina. Primer takvih osoba su oboleli od fenilketonurije.

## Spoljašnje veze
- Aminokiselinski sadržaj u biljnoj hrani
- Aminokiselinska kolekcija